# Armina cordellensis
Armina cordellensis is een slakkensoort uit de familie van de Arminidae. De wetenschappelijke naam van de soort is voor het eerst geldig gepubliceerd in 1996 door Gosliner & Behrens.